# Josip Jović

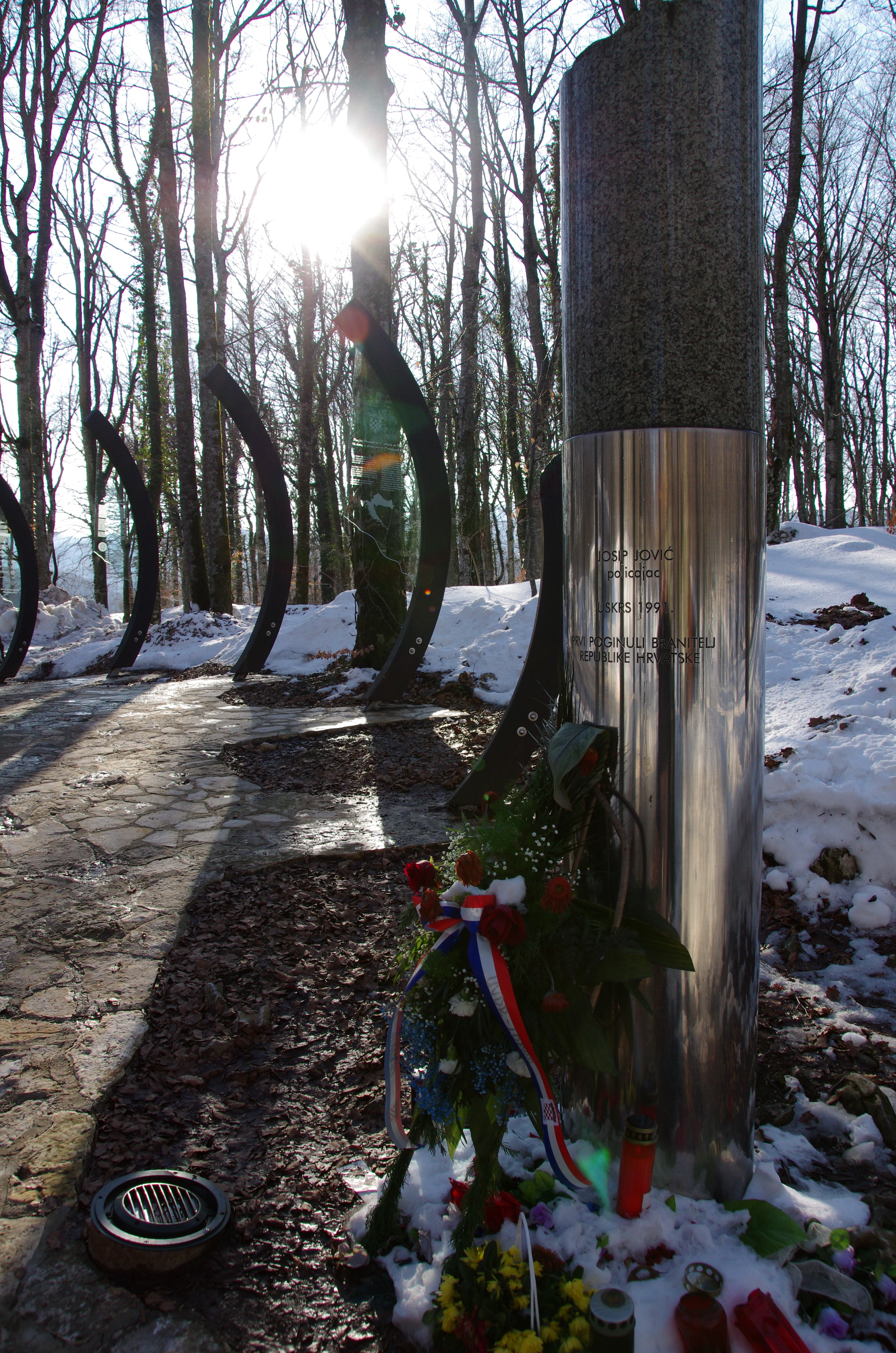
Denkmal am Todesort von Josip Jović, 2013

Josip Jović (* 21. November 1969 in Aržano bei Imotski, Jugoslawien; † 31. März 1991 nahe dem Nationalpark Plitvicer Seen, Kroatien) war ein kroatischer Polizist, welcher während des Bewaffneten Zwischenfalls bei den Plitvicer Seen um das Leben gekommen ist. Er wird als das erste Todesopfer im Kroatischen Heimatkrieg angesehen.

## Leben
Josip Jović wurde in Aržano, einem Dorf der Gemeinde Cista Provo nahe der Stadt Imotski im Dalmatinischen Hinterland, als eines von insgesamt fünf Kindern geboren. Nachdem er zwischen 1987 und 1989 seinen Wehrdienst bei der Jugoslawischen Volksarmee absolviert hatte, trat er am 5. August 1990 der dem Innenministerium (MUP) unterliegenden kroatischen Spezialpolizei bei.

### Zwischenfall bei den Plitvicer Seen
Am 29. März 1991 wurde die Verwaltung der Plitvicer Seen von selbstproklaimierten Milizen der rebellierenden Krajina-Serben vertrieben. Angestellte des Nationalparks die nicht-serbischstämmig waren, wurden terrorisiert. Die Krajina-Milizen wurden von Milan Martić geführt und von Freischärlern aus Serbien unterstützt, die unter der Führung von Vojislav Šešelj standen.
Am 31. März 1991 versuchten kroatische Polizisten und Spezialeinheiten die Gebietshoheit im Nationalpark wiederherzustellen und die Rebellen zu vertreiben. Zwischen den Einheiten befand sich auch Josip Jović, als Mitglied der Spezialeinheit „Rakitje“. Beim Antreffen der kroatischen Kolonne auf der Straße im Norden des Ortes Korenica eröffneten die Rebellen das Feuer. Der Vorfall wird in Kroatien als „Blutige Ostern“ bezeichnet, da sich dieser am Ostersonntag ereignete. Dies entfachte eine Schießerei zwischen den beiden Konfliktparteien, die einige Stunden anhielt.

#### Tod
Jović wurde von einem Feuerstoß auf das Postgebäude beim Nationalpark Plitvicer Seen getroffen, der auch seine beschusshemmende Weste durchdrang. Sein Kollege Mladen Pavković beschrieb später seine letzte Momente, bevor Jović in den Krankenwagen gebracht wurde. Josip Jović verstarb auf dem Weg zum Krankenhaus. Er wurde auf dem Friedhof in Aržano bestattet.

## Auszeichnungen

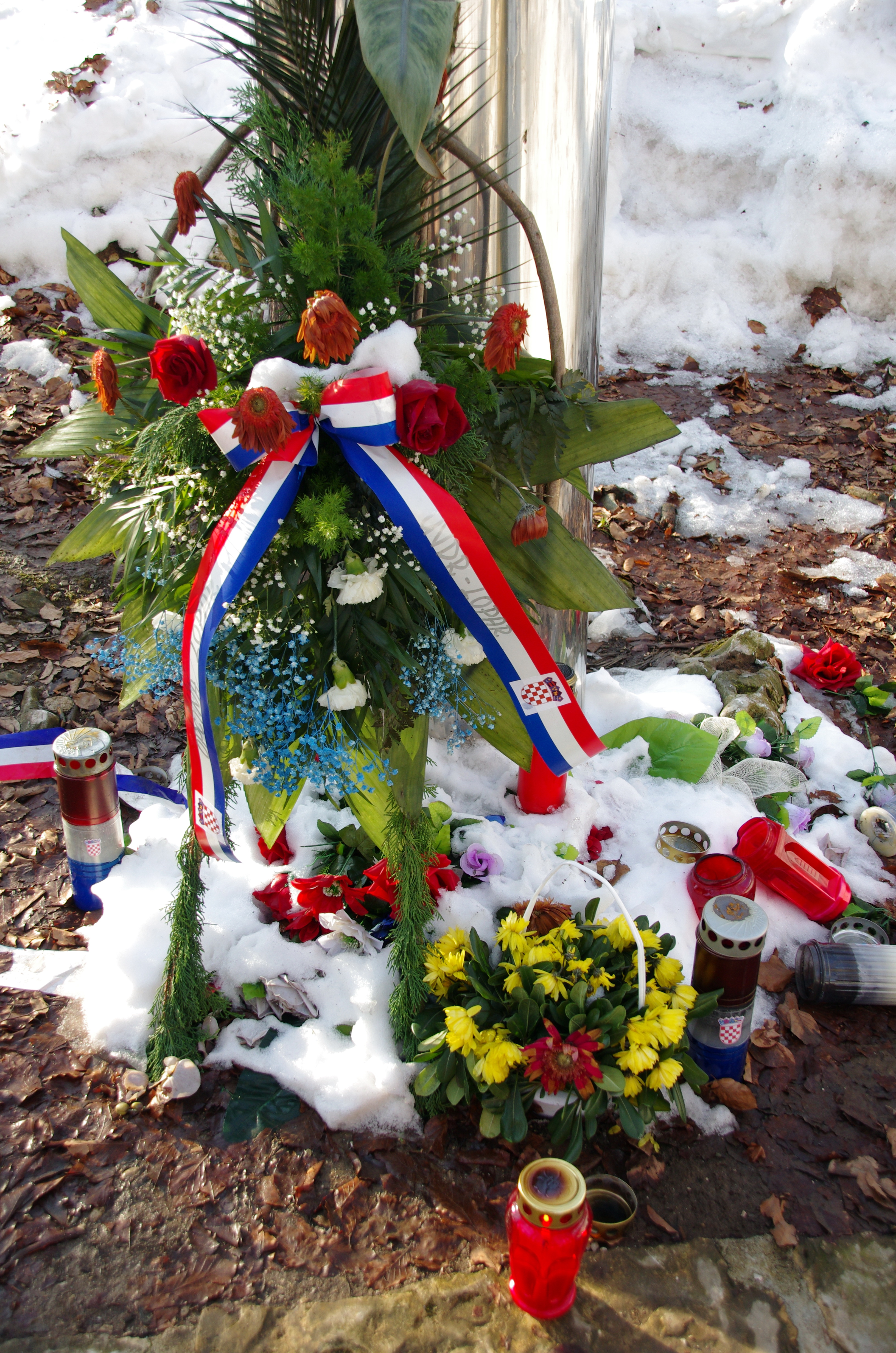
Blumen und Kerzen am Denkmal von Josip Jović

Posthum erhielt er den Dienstgrad eines Majors der Kroatischen Armee. Ebenso wurden ihm folgende Auszeichnungen verliehen:
- Orden des Petar Zrinski und des Fran Krsto Frankopan (Kroatien)[2]
- Erinnerungsabzeichen der 1. Gardebrigade "Tiger" (Kroatien)[2]
- Gedenkabzeichen des Heimatkriegs (Kroatien)[2]
- Erinnerungsabzeichen für den 1. gefallenen Konstabler des Innenministeriums im Heimatkrieg (Kroatien)[2]

## Gedenken
In seinem Heimatort Aržano wurde ihm 1994 ein Denkmal errichtet.
Am 29. November 2011 eröffnete die damalige kroatische Premierministerin Jadranka Kosor eine nach Jović benannte Polizeiakademie.